# St. Peter (Illinois)
St. Peter è un villaggio degli Stati Uniti d'America, situato nello Stato dell'Illinois, nella contea di Fayette.